# Jerzy A. Janik
Jerzy Antoni Janik (Lodz, Polonia, 1927 - 2012) es un físico e investigador polaco.
Investigador del Instituto de Física Nuclear de Cracovia desde 1960. Graduado en Física y Matemáticas por la Universidad Jagellónica de Cracovia y doctor en Ciencias Físicas.
Sus estudios comprenden el movimiento en la materia condensada, en particular en cristales líquidos y cristales plásticos.
Se considera un físico experimental, aunque muchos de sus trabajos tienen un carácter teórico.
Miembro de las Academias de Ciencias de Polonia y Noruega.